# Nationalliga 1972-1973
L'edizione 1972-73 della Nationalliga (A) vide la vittoria finale del FC Wacker Innsbruck.
Capocannoniere del torneo fu Wolfgang Breuer del FC Wacker Innsbruck con 22 reti.

## Classifica finale
|    | Classifica                     | G  | V  | N  | P  | GF | GS | Pt |
| -- | ------------------------------ | -- | -- | -- | -- | -- | -- | -- |
| 1  | FC Wacker Innsbruck            | 30 | 18 | 7  | 5  | 57 | 25 | 43 |
| 2  | Rapid Vienna                   | 30 | 16 | 8  | 6  | 50 | 31 | 40 |
| 3  | Grazer AK                      | 30 | 13 | 10 | 7  | 44 | 26 | 36 |
| 4  | Admira Wacker                  | 30 | 14 | 8  | 8  | 37 | 30 | 36 |
| 5  | VOEST Linz                     | 30 | 14 | 7  | 9  | 53 | 32 | 35 |
| 6  | Linzer ASK                     | 30 | 11 | 12 | 7  | 45 | 35 | 34 |
| 7  | SV Austria Salisburgo          | 30 | 13 | 6  | 11 | 40 | 37 | 32 |
| 8  | Wiener Sportclub               | 30 | 11 | 9  | 10 | 39 | 40 | 31 |
| 9  | Donawitzer SV Alpine           | 30 | 10 | 9  | 11 | 36 | 52 | 29 |
| 10 | Austria Vienna                 | 30 | 11 | 5  | 14 | 53 | 43 | 27 |
| 11 | First Vienna FC                | 30 | 10 | 7  | 13 | 40 | 50 | 27 |
| 12 | Austria Klagenfurt             | 30 | 11 | 4  | 15 | 32 | 47 | 26 |
| 13 | SC Eisenstadt                  | 30 | 10 | 5  | 15 | 37 | 41 | 25 |
| 14 | Sturm Graz                     | 30 | 8  | 9  | 13 | 29 | 38 | 25 |
| 15 | Schwarz-Weiß Bregenz           | 30 | 9  | 4  | 17 | 36 | 54 | 22 |
| 16 | SK Admira Wien Wiener Neustadt | 30 | 3  | 6  | 21 | 23 | 70 | 12 |

## Verdetti
- FC Wacker Innsbruck Campione d'Austria 1972-73.
- Grazer AK e Admira Wacker ammesse alla Coppa UEFA 1973-1974.
- Schwarz-Weiß Bregenz e SK Admira Wien Wiener Neustadt retrocesse.

Anche lo Sturm Graz sarebbe dovuto retrocedere, ma alla fine parteciperà alla successiva edizione di Nationalliga (A), che sarà a 17 squadre.